# 天使と小悪魔
『天使と小悪魔』（てんしとこあくま、原題：The Kick Inside）は、1978年2月17日に発売されたケイト・ブッシュのデビュー・アルバムである。

## 概要
全英4週連続第1位となったデビュー・シングル「嵐が丘」、全英第6位のセカンド・シングル「少年の瞳を持った男」を含むファースト・アルバムで、最高位は全英第3位。40万枚のセールスを記録した。
ケイト・ブッシュは、16歳の時にピンク・フロイドのデヴィッド・ギルモアに見出されてEMIと契約し、17歳直前の1975年6月から本格的なレコーディングに入って、約2年間をこのアルバムのレコーディングに費やした。このアルバムが初リリースされた時には、ケイト・ブッシュは19歳であった。
このアルバムのプロデュースは、デヴィッド・ギルモアとアンドリュー・パウエルが担当している。
英国でのオリジナルのアルバム・ジャケットは、凧に乗るケイト・ブッシュであったが、初発売時の日本盤ではケイト・ブッシュの上半身のアップ写真が用いられた。米国盤なども別ジャケットとなっており、計6種類のジャケットが存在する。
2018年、このアルバムを含む全音源が本人とジェームス・ガスリーによるリマスターで再発売されている。

## 収録曲
1. 嘆きの天使 - "Moving"
2. サキソホーン・ソング - "The Saxophone Song"
3. 奇妙な現象 - "Strange Phenomena"
4. 風に舞う羽根のように（カイト） - "Kite"
5. 少年の瞳を持った男 - "The Man with the Child in His Eyes"
6. 嵐が丘 - "Wuthering Heights"
7. ジェイムズ・アンド・コールド・ガン - "James and the Cold Gun"
8. フィール・イット - "Feel It"
9. 恋って何? - "Oh to Be in Love"
10. ラムールは貴方のよう - "L'Amour Looks Something Like You"
11. ヘヴィな人たち - "Them Heavy People"
12. 生命のふるさと - "Room for the Life"
13. キック・インサイド - "The Kick Inside"